# Helle Kalda

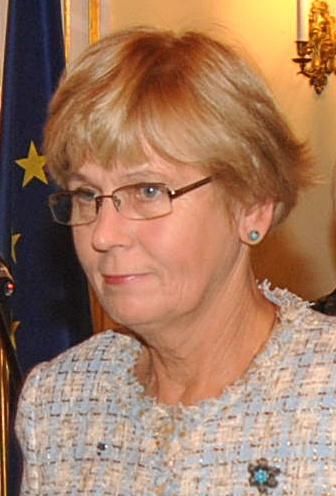
Helle Kalda em 2010

Helle Kalda (nascida a 17 de fevereiro de 1950, em Tartu) é uma política estoniana. Foi membro do X e XI Riigikogu.
Kalda é membro do Partido do Centro da Estónia.